# Провулок Тараса Шевченка, 8-Б (Київ)
Буди́нок у прову́лку Шевче́нка, 8-Б — один із київських прибуткових будинків архітектора Абрама Трахтенберга.
За визначенням дослідників, будівля відіграє роль важливого архітектурного акценту в оформленні вуличного простору. Пам'ятка містобудування й архітектури місцевого значення.

## Будівництво і використання будівлі

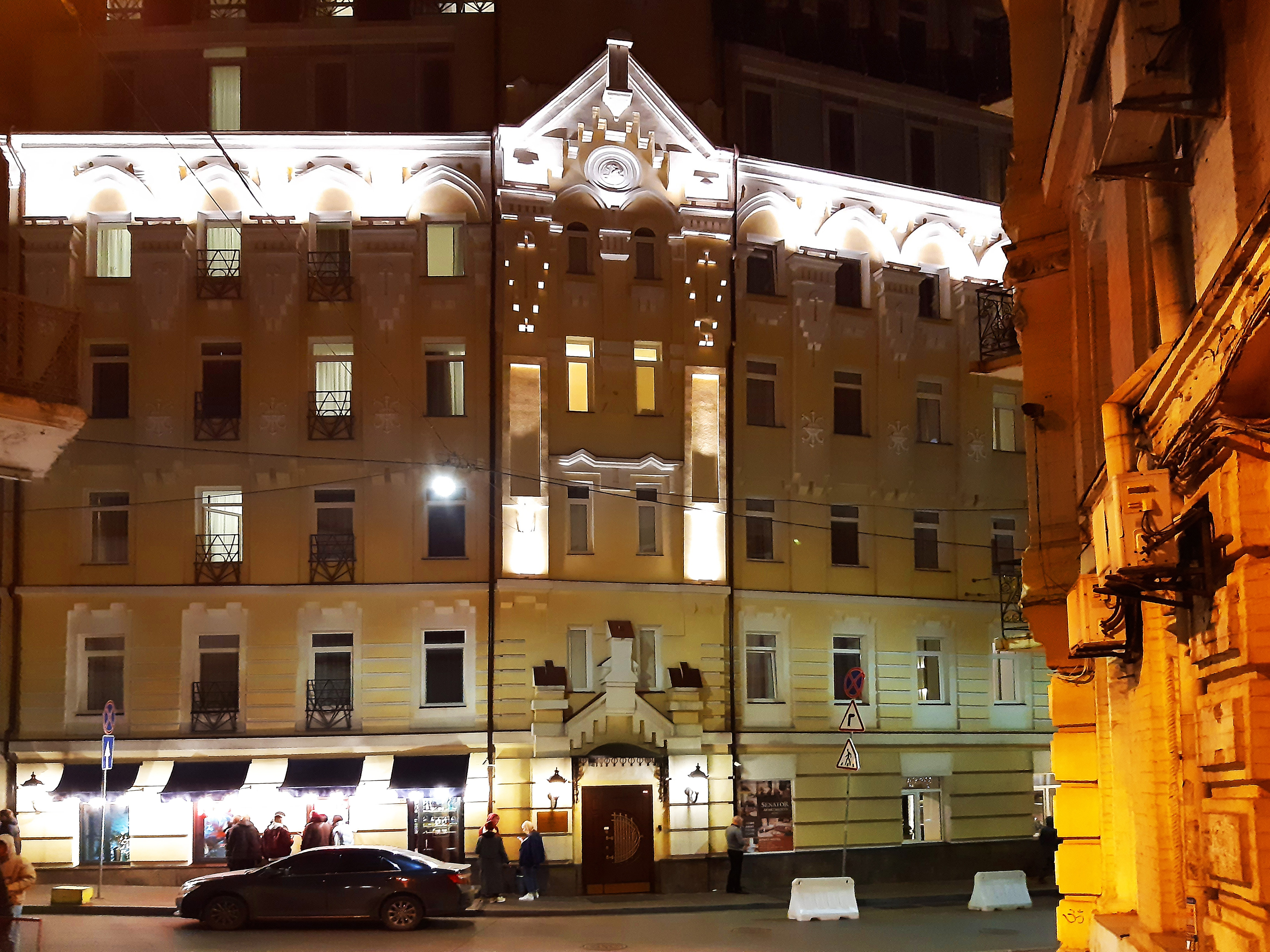
Готель

На початку ХІХ сторіччя ділянки № 8-А і № 8-Б складала одне ціле. Господарем садиби був колезький секретар, чиновник 14-го класу Іван Житницький. 1835 року збудували дерев'яний одноповерховий будинок (№ 8-А). У ньому з весни 1846 року до свого арешту — 5 квітня 1847 року мешкав Тарас Шевченко. Згодом тут облаштували Літературно-меморіальний будинок-музей Тараса Шевченка.
1900 року син померлого Івана Житницького продав половину садиби інженеру шляхів сполучення А. Тільтіну. Новий власник на виокремленій ділянці № 8-Б спорудив за проєктом архітектора Абрама Трахтенберга цегляний будинок.
У 1905—1906 роках спорудили тильну секцію, а в 1906—1907 — фасадну.
У 1922 році будівлю націоналізували більшовики.
У новітню добу в будинку провели капітальний ремонт і надбудували два поверхи.
Будівлю займає приватний готель «Senator Appartments».

## Архітектура

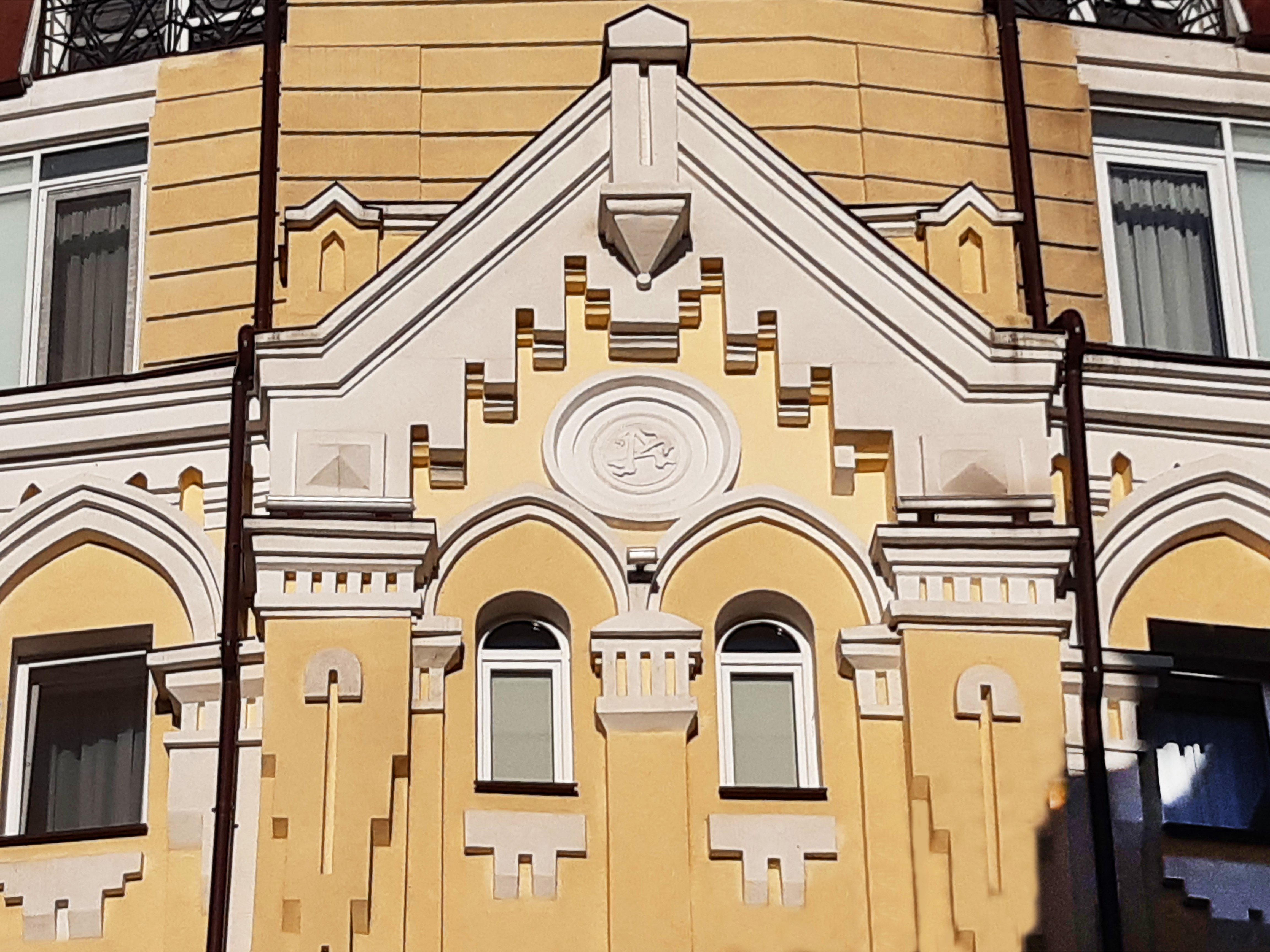
Щипець і тондо з ініціалами власника «АТ» (Абрам Трахтенберг)

Будинок розташований на вигині провулку Шевченка і завершує перспективу Малопідвальної вулиці.
П'ятиповерхова, цегляна, Т-подібна у плані, двосекційна споруда має бляшаний двосхилий дах і пласкі перекриття. У фасадній секції розміщено по три квартири на поверсі, у тильній — по дві.
Оформлена у цегляному стилі з поєднанням неоготичних елементів, так само змодельованих у цеглі.
Композиція фасаду асиметрична. Вхідна група приміщень виділена розкріповкою з високим щипцем.
Вікна п'ятого поверху прикрашені тондо і до ремонту — рустованими архівольтами. Над сходовою кліткою — призматичний ліхтар.
Фасад збагачений декоративним цегляним муруванням у вигляді рустування, аркатур і геральдичних фігур.
Два верхні поверхи оздоблені лізенами зі стрілчастими нішами в імпостах.
Тильний фасад декоровано скромно.